# Nur fort
Nur fort ist eine Schnellpolka von Johann Strauss Sohn (op. 383). Das Werk wurde am 2. März 1879  im Konzertsaal des Wiener Musikvereins erstmals aufgeführt.

## Einzelnachweis
1. ↑  Quelle: Englische Version des Booklets (Seite 42) in der 52 CDs umfassenden Gesamtausgabe der Orchesterwerke von Johann Strauß (Sohn), Hrsg. Naxos (Label). Das Werk ist als neunter Titel auf der 13. CD zu hören.